# Pedro Cahn
Pedro Cahn (Buenos Aires, 29 de agosto de 1947) es un médico argentino especializado en infectología y líder de la lucha contra el VIH/sida en Argentina. Es uno de los fundadores de Fundación Huésped. Ha sido presidente de la Sociedad Internacional de SIDA (IAS) desde 2006 hasta 2008.

## Biografía
Cahn nació en Buenos Aires, hijo de inmigrantes alemanes de origen judío que emigraron a la Argentina, escapando de las persecuciones y el antisemitismo rampante que ocurría en su país de origen, asentándose en el barrio porteño de Once. Se recibió de médico en la Universidad de Buenos Aires en 1971 y se especializó en infectología al haber realizado un posgrado en el Hospital Muñiz. Cahn manifestó haber elegido esta especialidad debido a que las enfermedades de dicha área están relacionadas con las condiciones sociales.
En 1989 fundó la Fundación Huésped junto con Kurt Frieder, una entidad de bien público y sin fines de lucro dedicada a la investigación, la asistencia y la prevención del VIH/Sida. Desde ese momento es Director Científico de la fundación.
Aunque está jubilado, el Dr. Cahn continúa atendiendo a sus pacientes en el Hospital Fernández.

## Carrera
En 1979 empezó a trabajar en el Hospital Fernández y dos años después atendió a los primeros casos de VIH del país. Trató a los vocalistas Miguel Abuelo y Federico Moura.
Fue elegido presidente de la IAS para el período 2006-2008. Durante su mandato organizó la XVII Conferencia Internacional sobre el Sida que fue la primera realizada en Latinoamérica y publicó la obra El VIH/Sida desde una perspectiva integral en 2007.

### Tratamiento moderno del VIH
Para tratar la enfermedad en el mundo se usaba la triple–terapia que consistía en el uso de tres drogas, tomadas diariamente una vez y todos los días. Se había demostrado que este era el tratamiento más eficaz, pero con el tiempo resultaba tóxico en la mayoría de los pacientes y tenía un coste económico medianamente alto en los países subdesarrollados.
En 2013 surgió el medicamento Dolutegravir de resultados esperanzadores y con fama de una toxicidad prácticamente nula. Cahn experimentó la eficacia del fármaco junto con la conocida Lamivudina y descubrió la rápida efectividad de la fórmula en la negativización del virus, lo que lo llevó a ampliar su investigación en el llamado Proyecto Gardel. Los resultados de su investigación fueron favorables en más del 90% de los pacientes tratados y fueron presentados al Mundo en el 14° Congreso Europeo de Sida, realizado en octubre de 2013 en Bélgica. Además el tratamiento propuesto es mucho menos tóxico y de un costo económico menor.
El año siguiente en la XX Conferencia Internacional sobre el Sida realizada en Melbourne, la conferencia aceptó públicamente el uso, la idoneidad, seguridad y efectividad del tratamiento de Cahn, aunque no instó a su adopción en todo el mundo sino hasta tener mayores resultados. Finalmente en 2016 durante la XXI Conferencia Internacional sobre el Sida realizada en Durban, la conferencia instó a todo el mundo a abandonar el tratamiento con tres fármacos y en su lugar emplear el elaborado por el argentino. Es la terapia en uso actual.

## COVID-19
Desde 2020, Cahn forma parte del comité de expertos que asesora al Ministerio de Salud de Argentina en la lucha contra la transmisión del COVID-19. Dadas sus apariciones en los medios de comunicación y en los anuncios que ha hecho Alberto Fernández sobre la extensión de la cuarentena, Pedro Cahn se ha convertido en una figura muy conocida. La opinión pública lo reconoce como uno de los rostros más importantes de la emergencia sanitaria
El día 23/5[¿cuándo?] el presidente de la Nación Argentina, declaró que tomó la decisión de suspender las clases presenciales en todos los niveles educativos luego de haber transcurrido un mes inicio del ciclo lectivo 2021 basado en informes ofrecidos por el Dr. Cahn.[cita requerida]

## Reconocimientos
Fue declarado Ciudadano ilustre por la Legislatura de la Ciudad Autónoma de Buenos Aires (2014).
Recibió la mención de honor “Senador Domingo F. Sarmiento” por parte del Senado de la Nación Argentina (2014).
Fue reconocido por la Asociación Internacional de Médicos para la Atención del SIDA como una de las personalidades que influyeron en la misión, visión y programas de la asociación a lo largo de su historia (2016).
Recibió el Premio PERFIL 2019 a la Inteligencia en Ciencia y Tecnología (2019).
Fue distinguido por la Fundación Konex con el Konex de Platino por su trabajo en Salud Pública en la última década (2023).
| Predecesor: Helene D. Gayle | Presidente de la IAS 2006 − 2008 | Sucesor: Julio Montaner |